# Ozodiceromya montiradicis
Ozodiceromya montiradicis är en tvåvingeart som först beskrevs av James 1949.  Ozodiceromya montiradicis ingår i släktet Ozodiceromya och familjen stilettflugor.
Artens utbredningsområde är Colorado. Inga underarter finns listade i Catalogue of Life.